# Вилмингтон (Масачусетс)
Вилмингтон (енгл. Wilmington) насељено је место без административног статуса у америчкој савезној држави Масачусетс.

## Демографија
По попису из 2010. године број становника је 22.325, што је 962 (4,5%) становника више него 2000. године.
| Група             | 2000.          | 2010.          |
| Белци             | 20.463 (95,8%) | 20.600 (92,3%) |
| Афроамериканци    | 88 (0,4%)      | 174 (0,8%)     |
| Азијати           | 434 (2,0%)     | 831 (3,7%)     |
| Хиспаноамериканци | 203 (1,0%)     | 403 (1,8%)     |
| Укупно            | 21.363         | 22.325         |